# 尼克洛
尼克洛，是匈牙利绍莫吉州所辖的一个村。总面积23.35平方公里，总人口725，人口密度31.0人/平方公里（2011年1月1日）。